# Stephen Appiah
Stephen Appiah (Accra, 24 december 1980) is een Ghanees voormalig betaald voetballer die bij voorkeur als verdedigende middenvelder speelde. Hij kwam tussen 1995 en 2015 onder meer uit voor Udinese, AC Parma, Juventus en Fenerbahçe. In december 1996 debuteerde hij in het Ghanees elftal, waarvoor hij meer dan 65 interlands speelde.

## Clubcarrière
Appiah kwam in 1997 naar Europa, toen hij door Udinese werd overgenomen van Accra Hearts of Oak. Hij speelde drie seizoenen voor Udinese, waarna hij via AC Parma (2000-2002) en Brescia (2002/2003) in 2003 bij Juventus kwam. Daar werd hij een vaste waarde, maar in zijn tweede seizoen verloor Appiah zijn basisplaats aan Manuele Blasi. Daarop vertrok hij naar Fenerbahçe, waarmee hij in 2006/07 Turks landskampioen werd.
Op 1 december 2007 speelde hij zijn laatste wedstrijd voor de club, waarna hij last kreeg van een knieblessure die zo hardnekkig bleek, dat hij geen minuut meer speelde voor Fenerbahçe en aan het begin van het seizoen 2008/09 zijn contract liet ontbinden. Zijn blessure en daaropvolgende zoektocht naar een nieuwe club, brachten hem in november 2009 naar Bologna FC 1909. Hij tekende in augustus 2010 een eenjarig contract bij AC Cesena.

## Interlandcarrière
Als aanvoerder van het nationaal elftal leidde Appiah zijn land in 2006 naar de eerste WK-deelname ooit. Vier jaar later was hij met Ghana ook aanwezig op het WK 2010. Hij vertegenwoordigde zijn vaderland eveneens op de Olympische Spelen 2004 in Athene, waar de selectie onder leiding van bondscoach Mariano Barreto in de groepsronde werd uitgeschakeld.

## Statistieken
| seizoen | club             | land             | competitie     | wed. | goals |
| ------- | ---------------- | ---------------- | -------------- | ---- | ----- |
| 1995/96 | Hearts of Oak    | Vlag van Ghana   | Premier League | -    | -     |
| 1997/98 | Udinese          | Vlag van Italië  | Serie A        | 11   | 0     |
| 1998/99 | Udinese          | Vlag van Italië  | Serie A        | 21   | 0     |
| 1999/00 | Udinese          | Vlag van Italië  | Serie A        | 4    | 0     |
| 2000/01 | AC Parma         | Vlag van Italië  | Serie A        | 15   | 0     |
| 2001/02 | AC Parma         | Vlag van Italië  | Serie A        | 12   | 0     |
| 2002/03 | → Brescia (huur) | Vlag van Italië  | Serie A        | 31   | 7     |
| 2003/04 | Juventus         | Vlag van Italië  | Serie A        | 30   | 1     |
| 2004/05 | Juventus         | Vlag van Italië  | Serie A        | 18   | 2     |
| 2005/06 | Fenerbahçe       | Vlag van Turkije | Süper Lig      | 32   | 8     |
| 2006/07 | Fenerbahçe       | Vlag van Turkije | Süper Lig      | 26   | 3     |
| 2007/08 | Fenerbahçe       | Vlag van Turkije | Süper Lig      | 6    | 0     |
| 2009/10 | Bologna FC 1909  | Vlag van Italië  | Serie A        | 2    | 0     |
| 2010/11 | AC Cesena        | Vlag van Italië  | Serie A        | 14   | 0     |
| 2011/12 | FK Vojvodina     | Vlag van Servië  | SuperLiga      | 11   | 1     |
| Totaal  | Totaal           | Totaal           | Totaal         | 233  | 22    |